# Louis Antoine Léon Saint-Just
Louis Antoine Léon Saint-Just (Decize, 25 d'agost de 1767 - París, 28 de juliol de 1794), va ser un polític revolucionari francès. Els seus partidaris el van anomenar l'"arcàngel de la Revolució" i els seus detractors l'"arcàngel del Terror"
Fill de Louis Jean de Saint-Just de Richebourg (1716-1777), un militar condecorat amb l'Orde de Sant Lluís, i de Marie-Anne Robinot (1736-1761), germà de Louis-Marie-Anne de Saint-Just de Richebourg i de Marie-Françoise-Victoire de Saint-Just de Richebourg, va estudiar dret junt amb Jacques-Pierre Brissot i Georges Jacques Danton a Reims. Va robar unes joies a sa mare, i en va ser perseguit per la justícia. Va ser empresonat del setembre 1786 al març de 1787.
Aquest episodi va tenir una evident influència en la redacció del seu poema, a vegades eròtic, Organt, crítica de la monarquia absoluta i de la noblesa. Va participar des del principi en la Revolució a París, tot i que després es va traslladar a Blérancourt per reunir-se amb la seua família. A Blérancourt va aconseguir el grau de tinent coronel de la Guàrdia Nacional al juliol de 1789. Aquest contacte amb la població rural li va servir d'aprenentatge polític, i a partir d'aleshores es va implicar molt en la vida local. Revolucionari radical, va participar en la Festa de la Federació, l'any 1790, va formar part del dispositiu que va escortar a Lluís XVI de tornada, després del seu intent de fuga. Va conèixer a Robespierre, de qui va esdevenir una de les persones més pròximes. Com en el cas de Robespierre, Saint-Just es va sentir fascinat per la cultura grecoromana (origen de la democràcia i la república) i es va comparar amb Brutus.
Diputat l'any 1791 en l'Assemblea Legislativa, se li va negar el dret a ocupar el seu escó a causa de la seua edat. Va resultar escollit pel departament d'Aisne l'any 1792 en la Convenció i es va unir al Partit de la Muntanya. Prompte es va revelar com un dels principals oradors, tant durant el procés a Lluís XVI (durant el qual va pronunciar aquestes frases d'una implacable retòrica inspirada en Rousseau: "No és possible regnar de mode innocent", "Tot rei és un rebel o un usurpador") com durant la redacció de la Constitució. La seua vehemència i el seu incontestable talent retòric faran d'ell una de les veus de la muntanya i, després, del Comitè de Salvació Pública, abatent-se sense pietat contra els seus adversaris girondins. Després de les diverses conspiracions del rei es va mostrar partidari d'executar a Lluís XVI i a la seua esposa Maria Antonieta, que també havia recorregut a la seua família a l'Arxiducat d'Àustria per a tractar de derrocar per la força de les armes el govern revolucionari.
Membre en diverses ocasions del Comitè de Salvació Pública, se li va comissionar al front dels exèrcits, junt amb el seu amic i company en la Convenció Philippe Le Bas, des del 22 d'octubre de 1793 fins a mitjan gener de 1794, en l'exèrcit del Rin. Hi va restablir la disciplina i hi va obtenir el respecte i la consideració dels soldats, tot i que també es va mostrar impassible a l'hora d'executar als dissidents, la qual cosa li va proporcionar reputació de ser un dels més radicals en el període del Terror. Va aconseguir prendre Bitche i alliberar Landau.
De tornada a París, va ser un dels protagonistes en la caiguda dels dantonistes i dels hebertistes.
Va tornar a ser comissionat el 28 d'abril, partidari de l'ofensiva a ultrança, que va acabar amb les victòries de Courtrai i de Fleurus.
En l'anomenada reacció termidoriana, Saint-Just i Robespierre van ser detinguts per les forces contrarevolucionàries i reaccionàries, representants de la burgesia liberal rica, espantada amb el curs dels esdeveniments. En un moment en què tots els antics col·laboradors de Robespierre van decidir trair-lo, Saint-Just va donar proves inequívoques de la seua integritat i li va donar suport fins al final. Malgrat que el poble de París es va alçar en armes i va alliberar a ambdós, Saint-Just es va negar a organitzar les forces populars. Detingut una altra vegada pels conservadors, en la farsa de judici que es va organitzar, es va negar a respondre a les acusacions que se li imputaven, i va ser executat en la guillotina junt amb Robespierre i els seus partidaris el 10 de Termidor.

## Obres
- 1787 - "Arlequí-Diògenes" (obra de teatre)
- 1789 - "Organt" (poema)
- 1791 - "L'esperit de la Revolució i de la Constitució de França"
- 1792 - "Sobre la Naturalesa, sobre l'estat civil de la ciutat o les regles de la independència del govern"
- 1794 - "Els fragments d'institucions republicanes"